# 시룽산

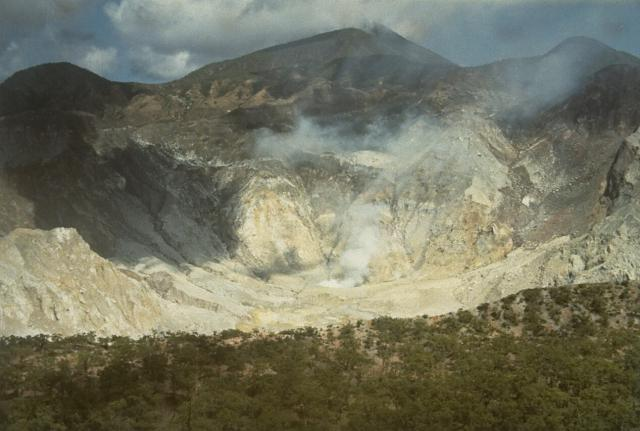

시룽산(인도네시아어: Gunung Sirung)은 인도네시아에 있는 화산으로, 성층 화산이다. 이 산은 활화산 지역으로, 정상에 거대 칼데라를 가지고 있다. 그리고 유황호가 있으며, 지금도 매우 활발하게 활동중이다.